# Ernest "Doc" Paulin
Ernest "Doc" Paulin (Wallace (Luisiana), 22 de junio de 1907 – Marrero (Luisiana), 20 de noviembre de 2007) fue un trompetista de jazz estadounidense.

## Biografía
Paulin nació en el seno de una familia criolla. El padre de Paulin tocaba el acordeón. Edgar Peters, su tío, era trombonista. Paulin se mudó a la cercana Nueva Orleans en su juventud. Participó activamente en la escena musical de la ciudad desde la década de 1920 y continuó marchando en largos desfiles hasta la década de 1990. Su banda, que no pertenecía a la Unión, dio a muchos jóvenes músicos su primer paso profesional.
Paulin tuvo 13 hijos, seis de los cuales se dedicaron a la música profesionalmente, comenzando en la banda de su padre. Sus hijos siguen teniendo una de las bandas de metales más conocidas de la ciudad, la Paulin Brothers Band. Su hijo Rickey Paulin, clarinetista, se vio obligado a trasladarse a Houston, Texas, por el huracán Katrina en 2005.
La banda de Paulin apareció en "Always for Pleasure", un galardonado documental sobre la cultura de Nueva Orleans. Paulin grabó a principios de los 60 con Emile Barnes en Icon Records, y en 1980 su banda de metales grabó un LP publicado en Folkways Records. También participó en el CD de la banda de jazz de sus hijos, "The Tradition Continues", de 1996.
Paulin falleció en la casa de una de sus hijas en Marrero (Luisiana), en la parroquia de Jefferson. Fue enterrado en el Cementerio de San José en Nueva Orleans.